# 鼻削ぎ
鼻削ぎ（劓、はなそぎ）・鼻切り（劓、はなきり）は、人間の鼻を削ぐ行為を指す。目的としては、刑罰として科す場合と、戦において討ち取った首の代わりとして切り取る場合の二通りがある。日本における記録では、耳切りと同時に行われた例も多い。

## 刑罰

### 中国
古来中国では劓（鼻切り）は大辟（死罪）・刵（耳きり）・椓（宮刑）・黥（墨刑=入墨刑）と共に主要な刑罰（五刑）の一つとされていた。秦の始皇帝がこの刑を好み、各国の捕虜に対し、この刑を行ったために鼻の有る者のほうが珍しいとされる町が存在したほどであると始皇帝の子の教育係であった趙高が伝えたとされる。
すでにはなそぎされたものに関しては、左趾を斬り、左趾が斬られている場合は、右趾を斬り、すでに両趾が斬られている場合は、腐刑＝宮刑とした。
秦を滅ぼした漢の時代になると、宮刑を除く肉刑は全て廃止された（前同 鶴間 pp.176 - 177）。しかし、漢民族以外の周辺国家では、その後もこの風習が残されていた。唐の時代、チベット族の国家・吐蕃には数々の肉刑が存在し、女真族の金では死刑に至らない重罪人には鼻切りや耳切りを科した。
さらにモンゴル族は、元を興して中国全土を支配下に置くや、肉刑を復活。強盗は死刑、牛馬の窃盗は鼻きりと定めた。ロバを盗んだものは、初犯は首への刺青、再犯は鼻そぎ。豚や羊を盗んだ者は、初犯は首に刺青、再犯は顔に刺青、3犯は鼻そぎ、4回目で死刑とされた。
明王朝初期の靖難の役の折、南京を攻略した燕王朱棣（後の永楽帝）は、建文帝の忠臣たちを鼻そぎで辱めた後、死刑に処した。
※史料によっては刵（耳切り）を剕（足切り）とする物がある。

### 日本
日本へは中国から律令制と一緒に伝わったとされ、平安時代頃から劓刑に関する記述が見られるようになる。主に窃盗や賭博博打に対する刑罰として科していたようである。
刑罰としての鼻削ぎに言及したことが確認できる最古の史料は、平安時代後期成立の歴史物語『大鏡』において、藤原道雅の妻・大和宣旨が夫から逃れて藤原義忠に嫁いだことについて、語り手の大宅世継が「あはれ翁らが童部の、さやうに侍らましかば、白髪をもそり、鼻をもかきおとし侍りなまし（＝もしこれが自分の妻であれば、白髪を剃り鼻を削ぎ落とすであろう）」と言及したものである。また私刑としては、藤原純友の乱の顛末を記した『純友追討記』に藤原純友の部下・藤原文元が捕らえた国司の耳や鼻を切り落とす場面が描かれているが、これは国司の圧政に対する報復であるという説がある。
鎌倉時代後期の紀伊国阿弖河荘の百姓による訴状には、地頭湯浅宗親によって「ミミヲキリ、ハナヲソギ」と脅された旨が書かれている。勝俣鎮夫によれば、この耳切と鼻そぎとは、「異形の罰」、すなわち体の一部分を切ることによって、人を人でなく（非人と）する罰としての意味合いがあるとする。
中世の記録では、鼻削ぎ・耳切りは女性に対して執行された例が多い。天文24年（1555年）6月に薬師寺八幡宮の参籠坊に忍び込み盗みをはたらいた女性は、死刑になることが決まったものの、唐招提寺の老僧のとりなしで「鼻耳成敗」、すなわち鼻削ぎと耳切りに減刑されている（『中下臈検断之引付』）。男性の場合に死刑を減刑して髻（もとどり）を切り落とすことになった例が見えることからも、鼻削ぎ・耳切りが女性に対する刑罰という認識があったと考えられる。
『義経記』では、但馬の阿闍梨という奈良法師の一味が、源義経の太刀を強奪しようとしたが返り討ちにあい、義経から斬殺されそうになるが、法師の身であることから助命され、「耳と鼻を削りて」放された。このように中世では鼻削ぎ・耳切りは女性、次いで僧侶に行われることが多い一方、一般男性に課した例はきわめてまれである。
ルイス・フロイスは『日本覚書』で日本において耳削ぎ刑が行われないことを記述している。同書の記述は必ずしも正確ではなく、皆無とは言えないものの中世日本において耳削ぎ刑の実施は少なかった。
安土桃山時代には豊臣秀吉が命じた例が知られ、天正17年（1589年）3月に聚楽第に秀吉に関する落書を行った者7名に対し、初日に鼻削ぎ、2日目に耳切り、3日目に逆さ磔にするという刑を科している（『鹿苑日録』）。小田原征伐の時、茶人・山上宗二が秀吉の逆鱗に触れ耳鼻を削がれた（『長闇堂記』）。慶長元年（1596年）、バテレン追放令を無視してキリスト教を布教していた伴天連や吉利支丹の処刑（二十六聖人の殉教）に際しては、長崎での処刑に先立ち、鼻と耳を削いで京都市中を引き回したとの記録がある（『義演准后日記』『言経卿記』）。ただし、実際にはこの刑を命じられていた石田三成により減刑され、耳たぶだけ切り落とされたとされている。
江戸時代に入ると劓（鼻切り）は追放刑の付加刑として位置づけられるようになった。慶長14年（1609年）、前年に慶長宗論を行った日経が耳鼻削ぎ、その弟子5人が鼻削ぎの刑を受け、弟子の一人・琳碩は苦痛で死亡した（『坂日記』『当代記』）。江戸時代前期には秋田藩などでも耳鼻削ぎは行われた記録がある（『梅津政景日記』）が、徐々に廃止が進み、岡山藩では元禄6年（1693年）を最後に行われなくなった（『刑罰書抜』）。鼻のない者を「会津者」と周辺地域で呼んでいたとされるように、鼻削ぎ刑の廃止が周辺よりも遅かったという会津藩も、元禄11年（1698年）に肉刑を廃止している（『会津藩家世実紀』）。徳川吉宗は享保期に抜荷に対する罰則を磔・獄門から鼻削ぎに軽減し、密告を奨励した。
北海道のアイヌ民族は、姦通を犯した者に鼻切りとアキレス腱切断の刑を科した。

### アフガニスタン
アフガニスタンのタリバン政権はイスラム教の戒律にのっとり、結婚先から逃げた妻にはなそぎの刑を科していた。これで鼻をそぎおとされた女性は世界各地で報道され、女性の人権問題として注目されている。

### ネイティブアメリカン
ルース・ベネディクトの『文化の型』によれば、平原地方では、妻の姦通に対する報復行為は、妻の鼻の肉を切り落とすことであり、これは西南部地方においてもアパッチ族のようなプエブロ以外の諸民族で行われたと記す。ただしズニ族に関しては、妻の不貞に対しても全く厳しい取り扱いは行わなかったとする。

## 戦功の証明品として

### 日本
日本では戦において討ち取った敵に劓（鼻きり）を行い、切り取った鼻を戦功の証明として用いることがある。切り取った鼻はほとんどの場合、軍目付に提出され、戦後に大将が行う首実検によって討ち取った者の武功が判定された。
戦闘において鼻や耳を切断することは平安時代にはすでに行われていたと思われ、鎮守府将軍・藤原利仁は賊徒を討伐すると聝（きりみみ）を戦功の証としたとされ（『鞍馬蓋寺縁起』）、承平天慶の乱の際、藤原純友の部下に捕らえられた備前介・藤原子高は耳・鼻を切られる凄惨な暴行を受けた（『純友追討記』）。前九年の役で活躍した源頼義は犠牲者の片耳を切り集めて阿弥陀堂の下に埋め、その堂は「耳納堂」と称されたという（『古事談』）。
『信長公記』に、弘治2年（1556年）4月、小真木源太が斎藤道三の首級を取り、長井忠左衛門が道三の首から「鼻をそひで」持ち帰ったとの記述がある。
天正3年（1575年）8月に越前一向一揆を平らげた織田信長は、山狩りを行って「一揆共切ステ仕、数ノシルシニハ鼻ソキテ持来」との記録がある（『越前国相越記』）。
文禄・慶長の役の際は、日本軍によって大規模に行なわれ、朝鮮から憎悪の対象となった。非戦闘員のものも含む耳・鼻は石灰や塩に漬けて保存され、日本へと送られた。役の終わった後、日本ではその供養のため、鼻とあわせて耳塚が作られた。
江戸期の島原の乱でも行われたが、農民一揆であったため、恩賞は出なかった。これは最後の合戦ということもあって、功を焦っての行為とみられ、一揆鎮圧では鼻級・首級は認められなかった。
正確には、鼻だけを切り落とすのではなく、性別がわかるようにヒゲが生えている鼻の下から唇までを切った（『雑兵物語』『訓閲集』）。『雑兵物語』には、戦場で主人の鉄砲をもっていた草履取りが、主人の危機を鉄砲で助け、鼻級を主人にもってきて、手柄をとったと主張するも、ヒゲが確認できる唇がなければ、性別がわからないからという理由で、戦功はないといわれた話が記述されている。また上泉信綱伝の『訓閲集』（大江家兵法書を戦国風に改めた兵書）巻六「士鑑・軍役」の項にも、「いそがしくて首をもたれざる時、鼻をかくもの」とし、童・女と区別がつくよう（性別がわかるよう）にヒゲが生えている（鼻下から）唇までを切るようにと、同様のことが記述されている。
中世前半では、合戦中であっても討ち取った首級を一度主君の元に持っていき、戦功と褒美を求めていたが（持ち運べる首の限度が1つから2つであったことは注文の記述からも判明している）、川越夜戦（1546年）では、「首は取らず、切り捨てよ」と命じる武将が現れ（『北条五代記』）、敵の重心（軍事用語・敵の中枢拠点）＝大将の首を直接狙う戦法になり、織田信長の桶狭間の戦い（1560年）においても同様に、首は取らず切り捨てよと命じる例がみられるようになる。戦国時代になり、戦法の変化と共に重量のある首級を取る余裕がなくなったことを意味し、このことは前述の『訓閲集』の「忙しくて首を持たれざる時、鼻をかくもの」という記述とも合致する。
例えば、『小田原北条記』巻三「氏綱、首実検」の記述として、天文7年（1538年）の国府台合戦の戦後、「ある者は鼻と首を持ってきて、首2つ」と報告し、「ある者は、鼻2つを取ってきて、首級と書けと主張」する者が多かったため、死んで野ざらしになった味方の首から鼻を削いで、鼻級としたのではないか（偽首）と疑う話があり、それを別の武士が証言して、首級として認めさせた内容がある。その証言によると、その武士が首級を取るも重傷を負って身動きが取れなくなったため、鼻を削いで帰陣するように薦め、自分が証言者となることを約束をしたとある。戦中に重傷を負って首を運べなくなったため、仕方なく、鼻を削ぎ取った事例であり、証言者を確保し、その後、首と鼻を照合させた。